# اسرا ارول (بازیکن فوتبال)
اسرا ارول (انگلیسی: Esra Erol؛ زادهٔ ۶ نوامبر ۱۹۸۵) بازیکن فوتبال اهل ترکیه است.

وی همچنین در تیم‌های ملی فوتبال Turkey women's national under-19 football team و زنان ترکیه بازی کرده‌است.